# Glena gemina
Glena gemina là một loài bướm đêm trong họ Geometridae.